# Stelletta herdmani
Stelletta herdmani är en svampdjursart som beskrevs av Arthur Dendy 1905. Stelletta herdmani ingår i släktet Stelletta och familjen Ancorinidae. Utöver nominatformen finns också underarten S. h. robusta.